# 1225
سنة 1225 كانت سنة بسيطة تبدأ يوم الأربعاء (الرابط يظهر نموذج التقويم الكامل للسنة) من التقويم اليولياني.

## أحداث
- تأسيس مدينة هرادتس كرالوفه وتقع حاليا في التشيك.
- تولي محمد الظاهر بأمر الله العباسي الخلافة.

## مواليد
- توما الأكويني.
- جان دي جوانفيل.

## وفيات
- أبو العباس أحمد الناصر لدين الله
- ياقوت الحموي - شاعر وخطاط واديب ومؤرخ بغدادي.
- أحمد بن علي البوني.
- الأفضل بن صلاح الدين.
- أحمد الناصر لدين الله
- الوراني الموصلي
- يحيى بن سليمان الحريزي